# 克莱夫·贝尔
克莱夫·贝尔（Arthur Clive Heward Bell，1881年9月16日—1964年9月17日）是一位英国艺术评论家。布卢姆茨伯里派成员。他推崇形式主义美学，发展了“有意味的形式”（significant form）艺术理论。

## 生平
1881年，贝尔出生于伯克郡的东谢福德（East Shefford），是威廉·休沃德·贝尔（1849–1927）和汉娜·泰勒·科里（1850–1942）四个孩子中的第三个。他有一个哥哥（科里·贝尔）、一个姐姐（洛纳·阿克顿）和一个妹妹（多萝西·霍尼）。他的父亲是一名土木工程师，在英格兰威尔特郡和威尔士梅瑟蒂德菲尔的家族煤矿积累了自己的财富–“一个从威尔士煤矿中获取财富，并将其用于破坏野生动物的家族。” 他们住在威尔特郡迪韦齐斯附近辛德（Seend）的克利夫宫（Cleeve House），松鼠贝尔在那里展示了他的许多狩猎战利品。
贝尔就读于马尔堡公学（Marlborough College）和剑桥大学三一学院，学习历史。1902年，他获得了德比伯爵奖学金，前往巴黎学习，开始对艺术感兴趣。1907年初回到伦敦后，他与艺术家瓦妮莎·斯蒂芬（作家弗吉尼亚·伍尔夫的姐姐）相识并结婚。 。他们有两个儿子，朱利安·贝尔（Julian Bell）和昆汀•贝尔（Quentin Bell），两人都成为了作家。朱利安在西班牙内战中加入共和派 一方，担任救护车司机，1937年被敌方炮弹炸死，年仅29岁。
到第一次世界大战时，他们的婚姻结束了。瓦妮莎与邓肯·格兰特（Duncan Grant）开始了一段终生的关系，而克莱夫与其他女性包括玛丽·哈钦森也有过多次交往。然而，克莱夫和瓦妮莎从未正式分居或离婚。他们不仅定期拜访对方，有时还会一起度假，一同“家庭”拜访克莱夫的父母。克莱夫住在伦敦，但经常去萨塞克斯郡查尔斯顿农舍住很长时间，瓦妮莎和邓肯，以及她和克莱夫和邓肯生的三个孩子住在那里。他支持邓肯想生孩子的愿望，并允许妻子唯一的女儿安杰莉卡（Angelica）姓贝尔。
瓦妮莎和邓肯的女儿安吉丽卡·贝尔（Angelica Bell）当作克莱夫的女儿养大。直到她与加内特（Garnett）结婚前，她哥哥朱利安去世后不久，她的母亲瓦妮莎才告诉她，邓肯·格兰特是她的生父。 这一欺骗行为构成了她的回忆录《善良地接受》（Deceived with Kindness，1984）的中心信息。
根据历史学家斯坦利·罗森鲍姆的说法，“事实上，贝尔可能是布卢姆茨伯里派最不受欢迎的成员…传记作者和该团体的评论家发现，贝尔缺少丈夫、父亲，尤其是姐夫的身份。…不可否认，他是一个富有的势利小人、享乐主义者和花花公子，是一个种族主义者和反犹太主义者（但不是反同性恋者）。他从一个自由主义的社会主义者和和平主义者变成了一个反动的绥靖主义者。贝尔的声誉导致他在布卢姆茨伯里派的历史上被低估了…”